# Rivière L’Islette
Die Rivière L’Islette ist ein Fluss im Westen der Insel Mahé der Seychellen.

## Geographie
Die Rivière L’Islette ist einer der Bäche, die am Südhang des Morne Seychellois, im Gebiet des Morne-Seychellois-Nationalparks, entspringen. Der Bach entspringt südlich des Morne Seychellois und am Westhang des Morne Blanc und verläuft nach Südwesten. Kurz vor Port Launay bildet er den Sauzier Waterfall und mündet bald darauf in die Rivière Mare aux Cochons, welche selbst kurz darauf in die Anse L’Islette mündet.